# Trap (musikgenre)
Trap är en musikgenre som härstammar från 1990-talets södra USA, en typ av hiphop. Genren karakteriseras av texter och sound, som slår samman subbastrummor, hihats med oregelbunden rytm, syntar och stråkar.
Under 2010-talet började producenter och DJ:ar inom elektronisk musik att inkludera inslag av trap i sina verk. Detta hjälpte genren att utöka sin popularitet till fans av elektronisk musik. Denna nya våg av musik inom genren har av vissa börjat kallas EDM-trap för att särskiljas från rapgenren.

## Historia
Termen "trap" fick sitt ursprung i Atlanta i södra USA. Den beskriver bokstavligt talat platser där narkotikahandel sker, svårigheten i att ta sig ur den livsstilen och det psykiska sinnestillståndet en narkotikalangare kan befinna sig i. Rappare från Atlanta så som Cool Breeze, Goodie Mob och Ghetto Mafia var bland de första att använda termen i sina texter. 1992 släpptes UGK:s singel "Pocket Full of Stones" och låten var senare även med på deras debutalbum Too Hard to Swallow. 
Genren ökade i popularitet då låtar från rappare från sydstaterna började spelas på radiostationer och blandband med låtar av genren spriddes i området. Under 2010-talet uppnådde genren en kommersiell status och ett flertal album i genren toppade hiphop-topplistor i hela USA.

## Utveckling
Under 2012 utvecklades nya stilar av elektronisk musik med starka influenser av trapmusiken. Denna musik kombinerade rytmiken från trap med elektroniska syntar, vilket skapade "smutsiga/aggressiva komp och mörka melodier". Senare samma år blev denna nya sortens musik en viral succé och hade en stor inverkan på den elektroniska dansmusiken. 
Musikstilen kallades från början också för "trap" av producenter och lyssnare, vilket ledde till att termen "trap" användes för att identifiera två olika sorters musikstilar. Denna nya våg av genren har av vissa döpts till EDM-Trap för att kunna skilja på dess motsvarande genre inom rappen. Utvecklingen av EDM-Trap har lett till att genren har fått stilistiska influenser från bland annat dubstep.

## Band
- T.I - Dope Boyz
- TNGHT - Higher Ground (Hudson Mowhake x Lunice)
- DJ Snake - Bird Machine
- Hucci - Phoenix